# Streptospondylus
Streptospondylus là một chi khủng long, được von Meyer mô tả khoa học năm 1830.